# マピミ (ドゥランゴ州)
マピミ（Mapimí）
は、メキシコのドゥランゴ州にある自治体。
メキシコ政府観光局(SECTUR)（スペイン語: Secretaría de Turismo (México)）
によりプエブロ・マヒコとして選出された観光地。

## 概要
鉱山のあるマピミ町を中心とした基礎自治体。